# Vilmos Migazzi

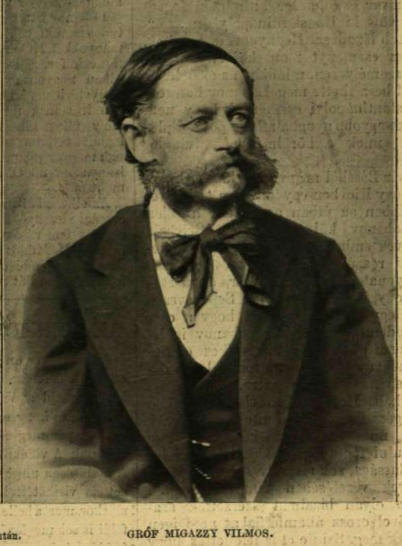
Vilmos Migazzi (1899)

Vilmos Graf Migazzi von Wall und Sonnenthurm (* 26. Februar 1830 in Pozsony, Komitat Pozsony; † 28. August 1896 in Aranyosmarót, Komitat Bars) war ein ungarischer Politiker, Obergespan und Großgrundbesitzer.

## Leben
Migazzi wurde als Sohn des k.k. Kämmerers Rudolf Kristóf Migazzi und Matild Szentiványi geboren. Die Adelsfamilie Migazzi stammt ursprünglich aus dem Veltlin in Norditalien. Als Grundherr von Aranyosmarót trat er schon früh im öffentlichen Leben Ungarns auf und wurde 1861 Mitglied des Magnatenhauses im Ungarischen Landtag. Im selben Jahr wurde er zum Obergespan des Komitats Bars ernannt. Nach seinem Rücktritt von dieser Position war er als Mitglied der Liberalen Partei (szabadelvű párt) von 1875 bis 1884 Reichstagsabgeordneter des Wahlbezirks Aranyosmarót und wurde anschließend erneut Mitglied des Magnatenhauses. 
Migazzi trat außerdem besonders im Bereich der Fischerei in Erscheinung und war Präsident des Fischereivereins von Ungarn (magyarországi halászati egylet), der auf seine Anregung gegründet wurde.